# Mareks Segliņš
Mareks Segliņš (ur. 4 lipca 1970 w Aizpute) – łotewski polityk i prawnik, poseł na Sejm, minister spraw wewnętrznych w latach 1999–2002 i 2007–2009, minister sprawiedliwości w okresie 2009–2010, przewodniczący Partii Ludowej (2008–2009).

## Życiorys
W latach 1988–1993 studiował prawo na Uniwersytecie Łotwy w Rydze. Po studiach pracował w biurze prokuratora i w sądzie w Lipawie. Od 1994 do 1998 był zatrudniony w biurze adwokackim Promerancis un Kreicis, uzyskał uprawnienia zawodowe.
W 1998 został wybrany do Sejmu VII kadencji z ramienia Partii Ludowej. Zrezygnował z mandatu, by 16 lipca 1999 objąć stanowisko ministra spraw wewnętrznych w gabinecie premiera Andrisa Šķēlego, które zajmował do 20 września 2002 (również w rządzie Andrisa Bērziņša).
W latach 2002–2006 zasiadał w Sejmie VIII kadencji, będąc przewodniczącym komisji spraw legislacyjnych. W 2006 został wybrany do Sejmu IX kadencji. 20 grudnia 2007 objął stanowisko ministra spraw wewnętrznych w gabinecie Ivarsa Godmanisa. 3 listopada 2008 został przewodniczącym Partii Ludowej, funkcję tę pełnił do 21 listopada 2009. Zyskał rozgłos medialny w lutym 2008, gdy określił brytyjskich turystów mianem „świń”. Dotyczyło to pijanych Brytyjczyków, którzy zazwyczaj przyjeżdżali na Łotwę na weekendowe imprezy jak wieczór kawalerski, upijali się i zachowywali w sposób nieobyczajny. Jego wypowiedź padła po tym, jak 20 lutego 2008 brytyjski turysta został aresztowany za oddawanie moczu na Pomnik Wolności w Rydze.
12 marca 2009 przeszedł na stano0wisko ministra sprawiedliwości w rządzie Valdisa Dombrovskisa. Urząd sprawował do momentu opuszczenia koalicji rządowej przez Partię Ludową 17 marca 2010. Po odejściu z funkcji ministra powrócił do wykonywania mandatu poselskiego, obejmując funkcję przewodniczącego komisji sprawiedliwości.
Po odejściu z Sejmu podjął prywatną praktykę adwokacką. W 2014 bez powodzenia ponownie kandydował do parlamentu z ramienia Związku Zielonych i Rolników z rekomendacji Partii Lipawskiej.